# Mont Humboldt
Mont Humboldt – szczyt w południowej części pasma Chaîne centrale na nowokaledońskiej wyspie Grande Terre. Wznosi się na wysokość 1617 m n.p.m. i jest drugim pod względem wysokości (po Mont Panié) szczytem Nowej Kaledonii. Został nazwany na cześć niemieckiego przyrodnika Alexandra von Humboldta.